# Hypsochila penai
Hypsochila penai is een vlindersoort uit de familie van de Pieridae (witjes), onderfamilie Pierinae.
Hypsochila penai werd in 1955 beschreven door Ureta.